# Birds Anonymous
Birds Anonymous es un cortometraje animado de la serie Merrie Melodies estrenado en 1957. Fue dirigido por Friz Freleng y protagonizado por los personajes Piolín y el gato Silvestre, cuyas voces fueron hechas por Mel Blanc. La animación estuvo a cargo de Arthur Davis, Gerry Chiniquy y Virgil Ross. La historia parodia los melodramas de los años 1950 acerca del abuso de sustancias y grupos de ayuda como Alcohólicos Anónimos.
La cinta obtuvo un premio Óscar en la categoría de mejor cortometraje animado.

## Trama
El cortometraje muestra a Silvestre tratando de atrapar una vez más a Piolín, cerrando las cortinas de la casa para que nadie lo descubra. Cuando está a punto de comerlo, es interrumpido por un gato anaranjado que lo invita a un grupo llamado "Birds Anonymous", el cual tiene por fin ayudar a los gatos a superar su adicción a los pájaros. Silvestre acepta la invitación, y tras escuchar algunos testimonios de los gatos presentes decide dejar de atormentar a Piolín.
Al llegar a la casa, Silvestre intenta comportarse de manera amable con el canario, pero es constantemente tentado por su entorno (la televisión, la radio, y el mismo hecho de vivir con Piolín). Al no poder aguantar la presión, Silvestre intenta comerse a Piolín en varias ocasiones, siendo detenido siempre por el gato anaranjado. Mientras Silvestre llora en el piso, el gato le dice que no es imposible vivir en armonía con los pájaros. Para demostrar esto el gato anaranjado besa a Piolín en la mejilla, pero al hacerlo se descontrola e intenta comerse al canario. Al ver esto Silvestre trata de controlar al gato.